# Caulinia rubicunda
Caulinia rubicunda là một loài thực vật có hoa trong họ Hydrocharitaceae. Loài này được (Vent.) Moench mô tả khoa học đầu tiên năm 1802.